# Lindsaea versteegii
Lindsaea versteegii là một loài thực vật có mạch trong họ Dennstaedtiaceae. Loài này được (H. Christ) Alderw. miêu tả khoa học đầu tiên năm 1917.